# Париж — Ле-Бурже

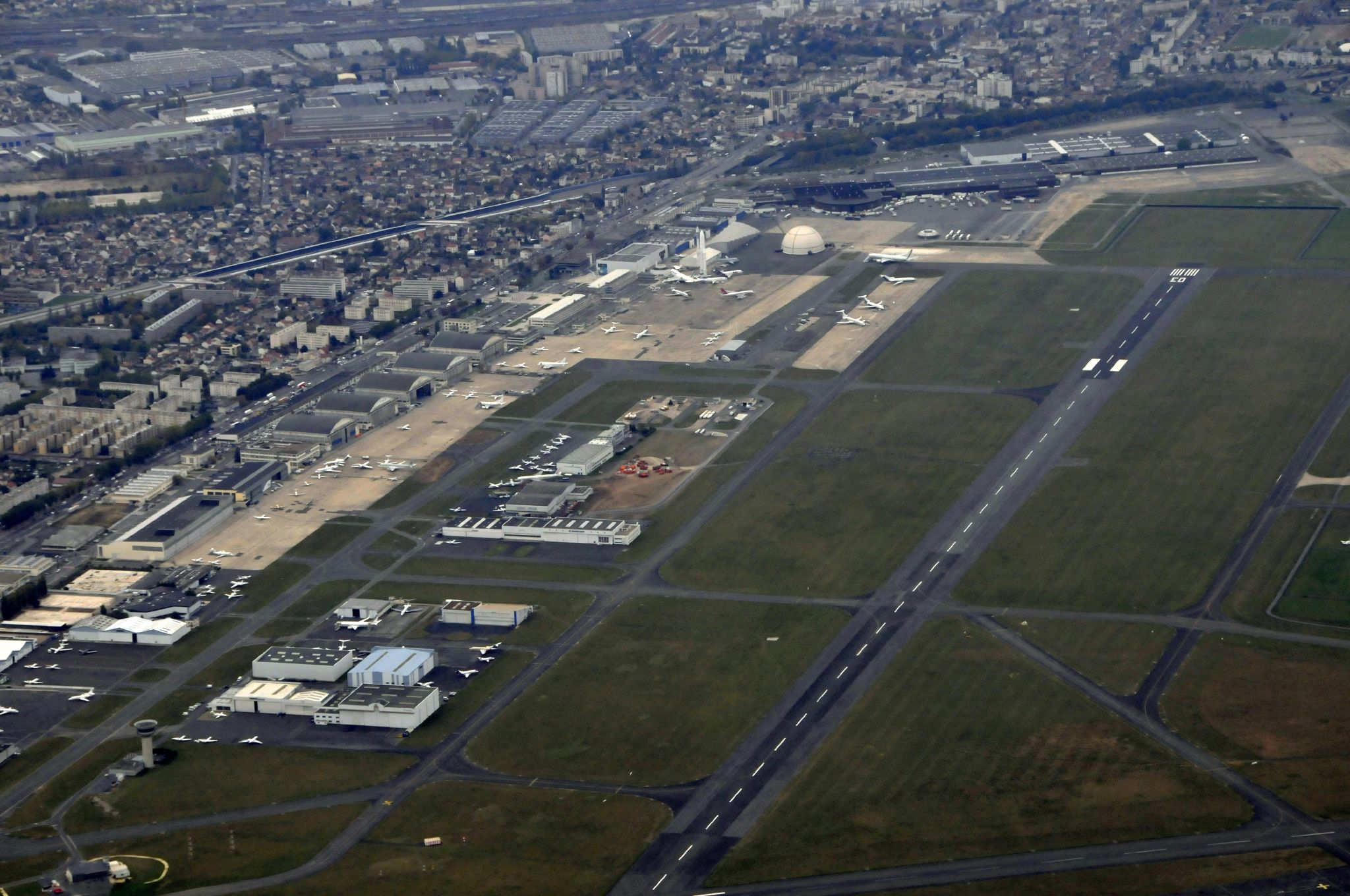
Аеропорт Париж-Ле Бурже

Аеропо́рт Пари́ж — Ле-Бурже́ (фр. Aéroport Paris – Le Bourget, Код ІАТА: LBG) — аеропорт, розташований за 12 км на північний схід від Парижа. Наразі використовується як для цивільної авіації (літаки бізнес-класу), так і для відомого авіаційного шоу.

## Розташування
Знаходиться за 12 кілометрах на північний схід від Парижа. Займає площу 550 гектарів. Адміністративно розташований на території двох департаментів: Сена-Сен-Дені (комуни Ле-Бурже та Дюньї), а також Валь-д'Уаз (комуни Бонней-ан-Франс та Гонесс).

## Історія

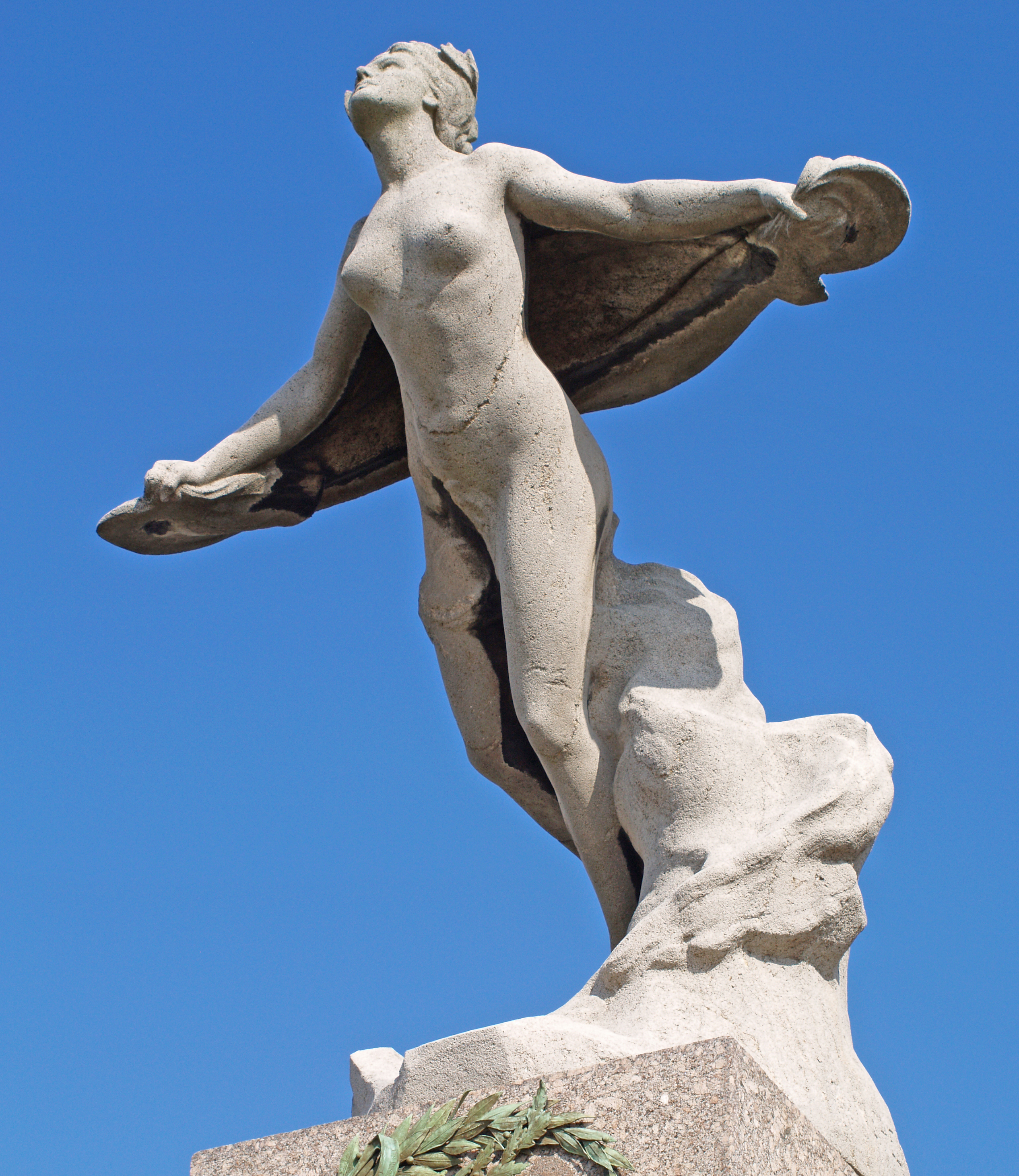
Статуя, яка нагадує про польоти Чарльза Ліндберга, Шарля Ненжессера та Франсуа Колі

Аеропорт почав комерційну діяльність з 1919 року. Ле-Бурже відомий як посадковий майданчик американського льотчика Чарльза Ліндберга, який здійснив історичний трансатлантичний переліт в 1927 році. Він прибув 21 травня 1927 року, подолавши 5 800 кілометрів за тридцять три години та тридцять хвилин. На злітних смугах аеропорту на його приліт чекали 200 000 глядачів.
За два тижні до цього двоє французьких пілотів Шарль Ненжессер та Франсуа Колі (Charles Nungesser et François Coli) злетіли з аеропорту Ле Бурже на французькому одномоторному біплані «Білий птах» (L'Oiseau Blanc), який важив 11000 фунтів, аби здійснити першу подорож з Парижа до Нью-Йорка та подолати Атлантику. Біплан загадково зник (можливо поблизу американського штату Мен).
Біля входу в аеропорт знаходиться статуя, яка нагадує про польоти Чарльза Ліндберга, Шарля Ненжессера та Франсуа Колі.
Історичний аеровокзал створено за проєктом архітектора Жоржа Лабре, який переміг у конкурсі, організованому міністерством повітряного сполучення в 1935 році. Урочисте відкриття відбулося 12 листопада 1937 року на всесвітній виставці, що проходила того року в Парижі. Будівля серйозно постраждала під час Другої Світової війни. Після відновлення аеровокзал залишався приміщенням цивільного аеропорту до 1970 року. Зараз тут розташована колекція Музею авіації та космонавтики.
На території аеропорту розташоване національне Бюро розслідування й аналізу безпеки цивільної авіації (фр. Bureau d’Enquêtes et d’Analyses pour la sécurité de l’Aviation civile).
25 липня 2000 року пілоти літака Конкорд (рейс Air-France 4590) намагалися посадити ушкоджену машину в Ле-Бурже, проте не змогли уникнути катастрофи, яка поклала край польотам літаків цього типу.

## Дати
- 25 червня 1940 року Адольф Гітлер почав свій перший та єдиний тур Францією разом з Альбертом Шпеєром з аеропорту «Ле-Бурже»[4].
- 17 червня 1961 року радянський балетмейстер Рудольф Нурієв в аеропорту попросив політичного притулку.
- 1977 року Ле-Бурже був закритий для міжнародного руху, а в 1980 році для регіонального руху, залишивши лише літаки бізнес-класу.

## Цікаві факти
- Аеропорт Ле-Бурже був описаний в романі Дена Брауна «Код да Вінчі (роман)».
- В аеропорту є пам'ятник на честь французької льотчиці Раймонди де Ларош, першої жінки, яка одержала ліцензію пілота.

## Галерея

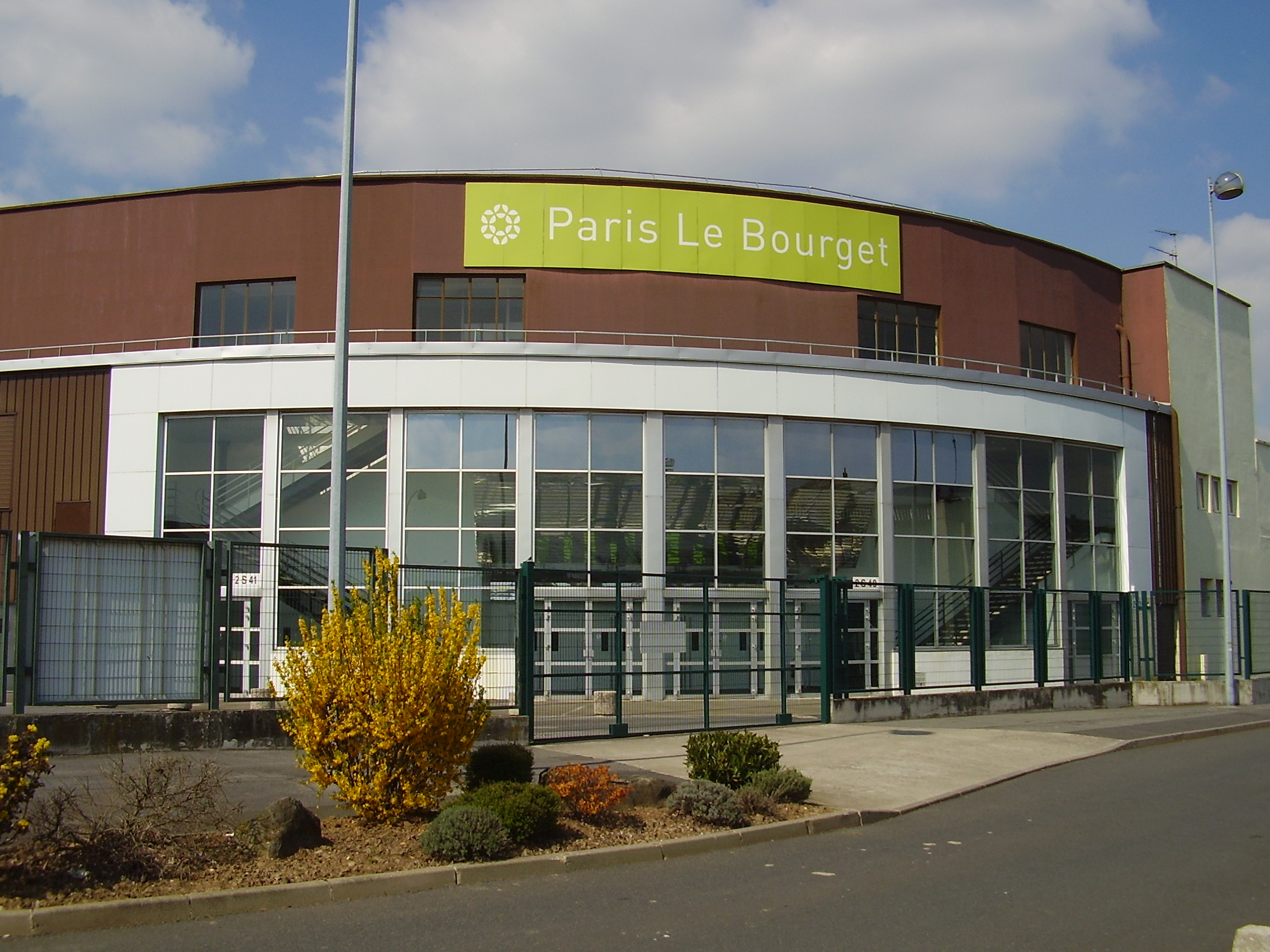
Зовнішній вигляд Ле-Бурже
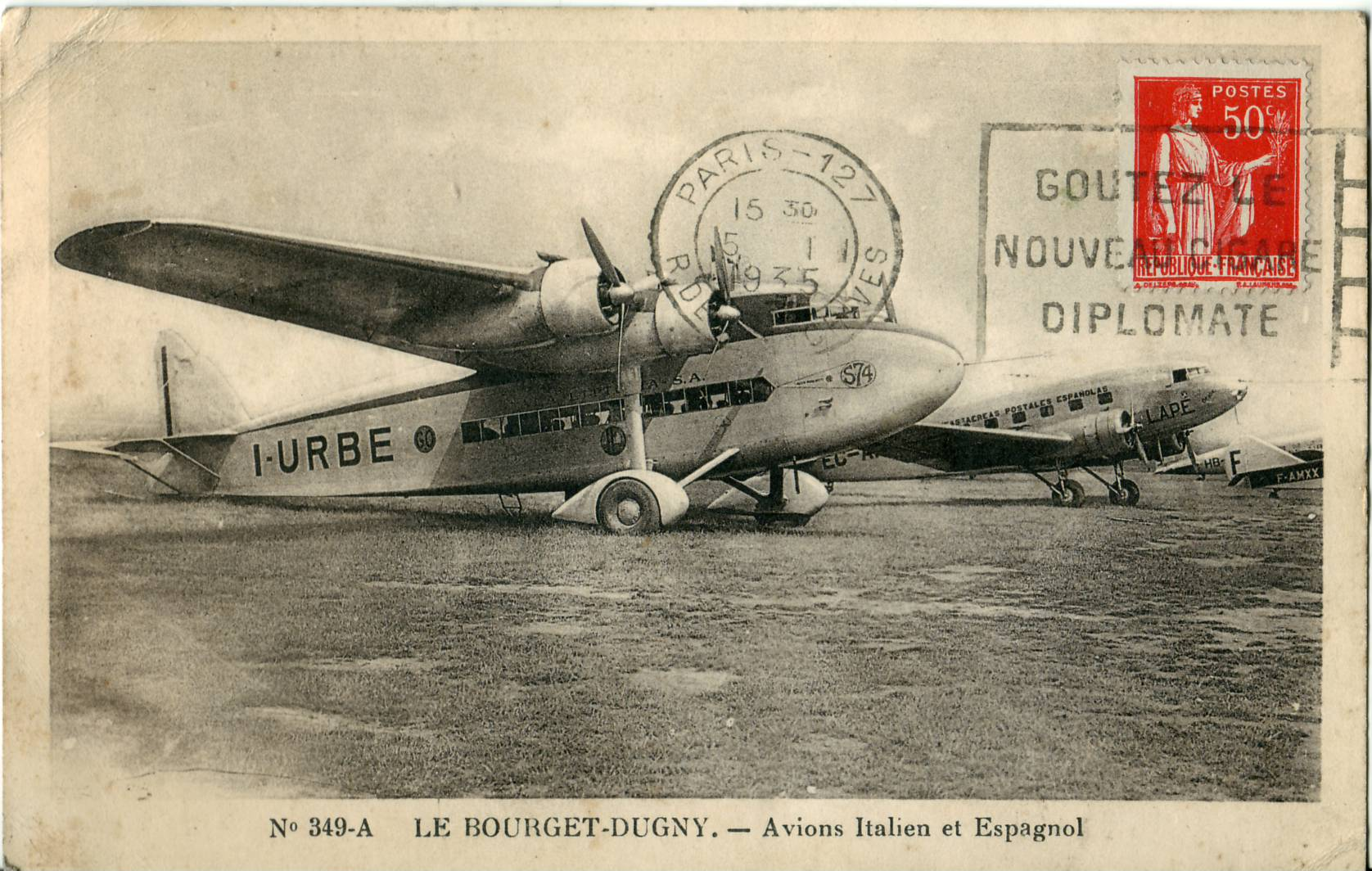
Вид перед аеровокзалом. Італійський та іспанський літаки
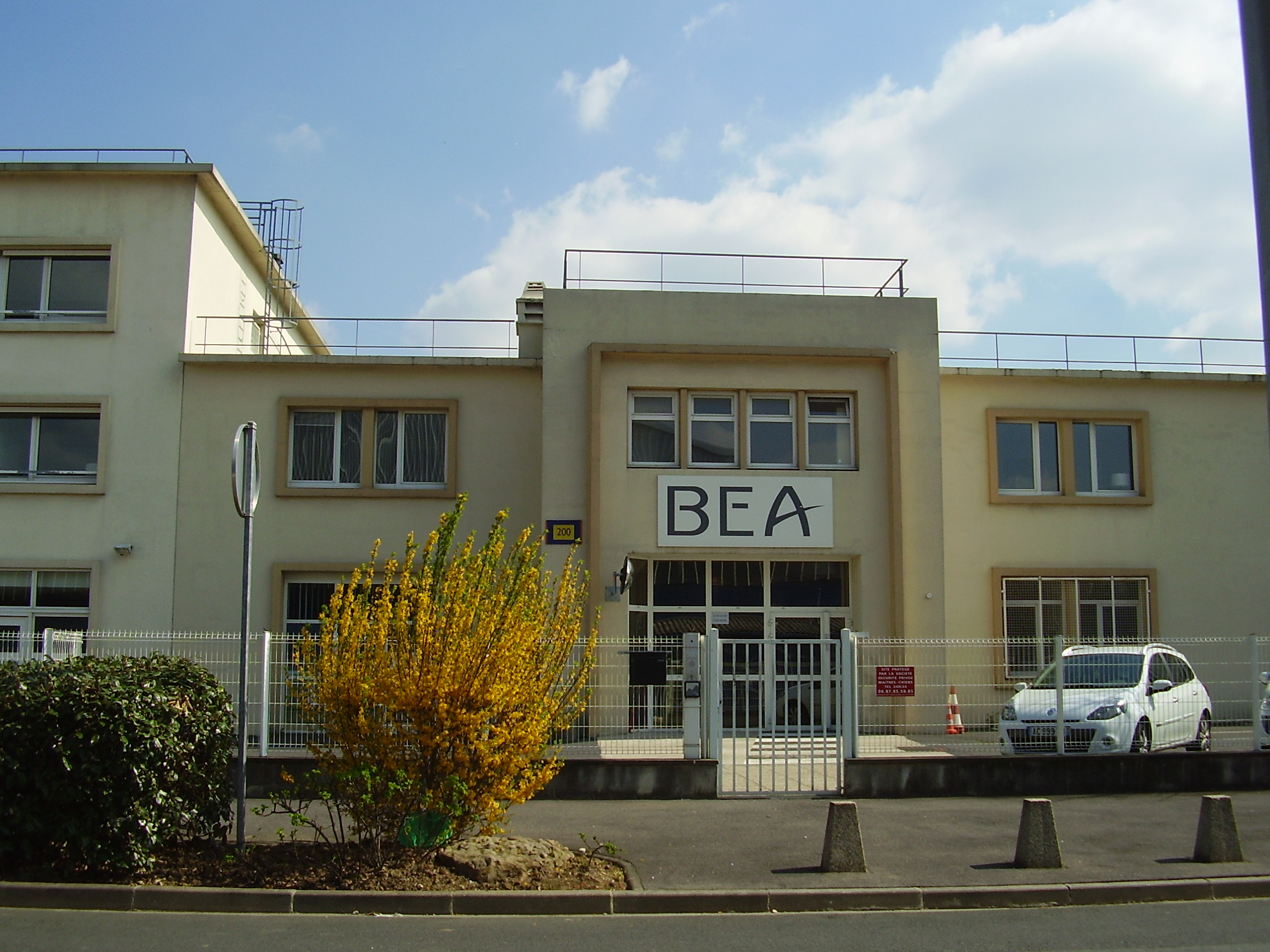
Бюро розслідувань та аналізу безпеки цивільної авіації (BEA)